# キングココナッツ

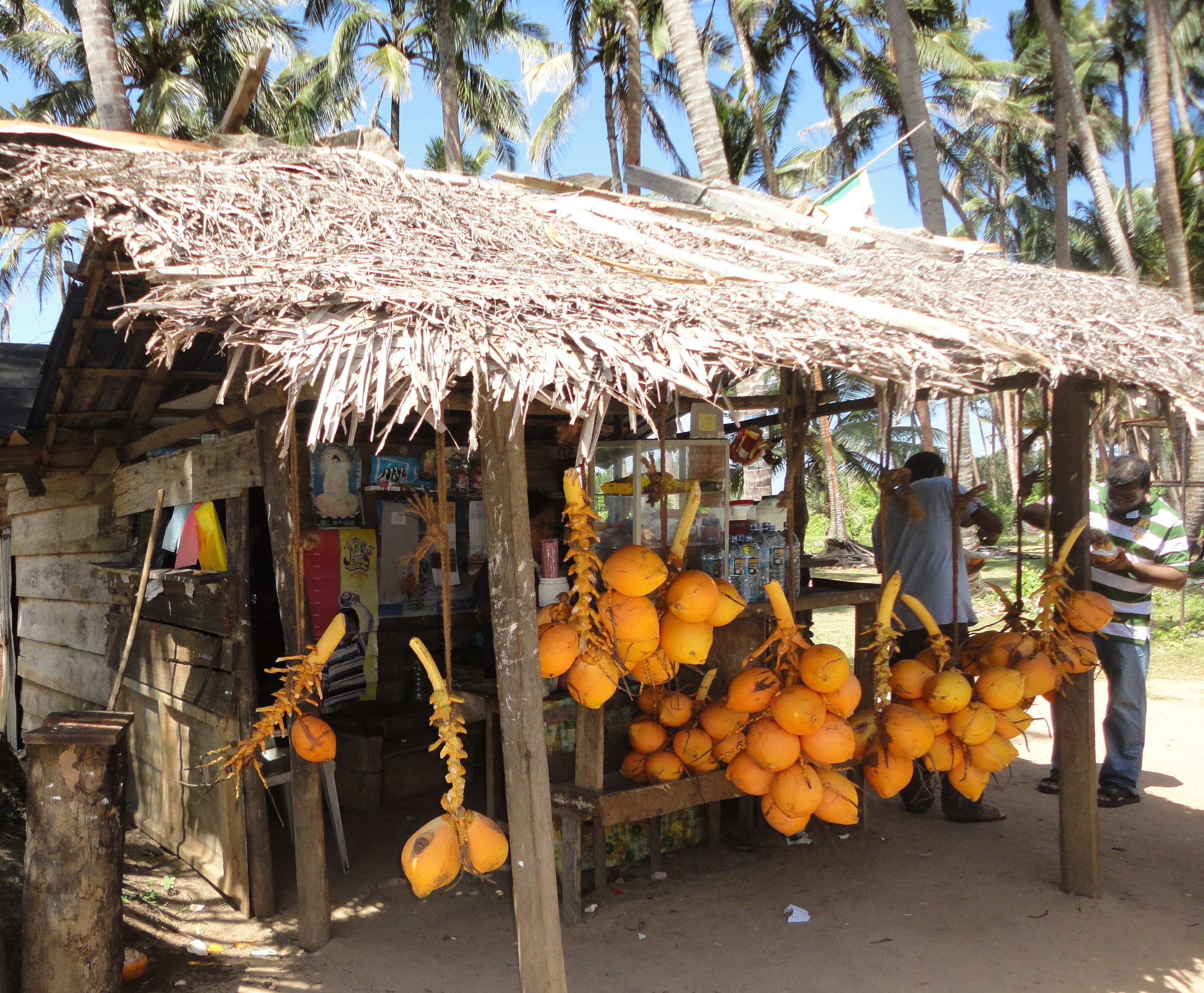
スリランカの店舗で売られるキングココナッツ。

キングココナッツ（英語: King coconut）は、南アジアのスリランカを原産とするココナッツの一種。スリランカのシンハラ語ではテンビリ（またはタンビリ තැඹිලි Thembili, Thambili）と称される。
普通のココナッツよりも甘めな種である。キングココナッツにも複数の種類が存在するが、中でも"レッド・ドワーフ" (red dwarf) または"カハ・テンビリ" (kaha thambili) と呼ばれる種類が一般的に知られている。また、"ラン・テンビリ" (ran thambili) と呼ばれる小さい種では、一房に40もの実をつける。キングココナッツの木は普通のココナッツの木よりも背が低く、スリランカの多くの地で自生する姿を見ることができる。
キングココナッツウォーターは伝統医療であるアーユルヴェーダにも用いられている。良く見られる使い方の一つとしては、キングココナッツウォーターにミロバランの粉を加えるものがある。